# نيكولاس مورينو
نيكولاس مورينو (بالإسبانية: Nicolás Moreno)‏ هو لاعب كرة قدم أرجنتيني، ولد في 4 يوليو 1928. لعب مع نادي ساو باولو.